# Mitrydates z Armenii
Mitrydates z Armenii – król Armenii w latach 35–37 i 42–51 n.e. pod protektoratem Cesarstwa rzymskiego, brat króla Iberii Parsmana z dynastii Parnawazydów.
Został zdjęty z tronu i uwięziony z rozkazu cesarza Kaliguli.